# Beatenberg
Beatenberg est une commune suisse du canton de Berne, située dans l'arrondissement administratif d'Interlaken-Oberhasli et dont la vue donne sur le lac de Thoune et le groupe des trois plus hauts sommets de l'Oberland bernois de l'Eiger, le Mönch et la Jungfrau.

Photo aérienne (1952)

## Tourisme
- Les grottes de Saint-Béat
- Le Niederhorn, sommet de la montagne sur laquelle Beatenberg est perchée à mi-hauteur

## Transports
- Bus Interlaken - Beatenberg.
- Bateau, Beatenbucht, débarcadère des bateaux du lac de Thoune.
- Le funiculaire Beatenbucht - Beatenberg.
- Télécabine Beatenberg - Niederhorn.